# Maslinasto-žuti tukan
Maslinasto-žuti tukan (lat. Pteroglossus bailloni, sin. ) je rod ptica u porodici tukana. Nekada je klasificirana kao jedina vrsta u rodu Baillonius, (kao Baillonius bailloni), a danas u rod Pteroglossus.

## Vanjske poveznice
- Baillonius

## Sinonimi
- Baillonius bailloni (Vieillot, 1819)